# Khaled al-Khani
Khaled Alkhani, né à Hama, Syrie, 17 février 1975, est un peintre syrien, résidant actuellement à Paris.
Avec le début de la révolte syrienne, il a pris une position anti-dictature.

## Son œuvre
Artiste utilisant plusieurs supports pour son travail, à savoir la peinture sur toile, et la peinture murale.
L'être humain en tant qu'individu ou dans la foule est au cœur de l'œuvre d'Al-Khani. Les femmes occupent aussi une place importante dans ses peintures.
Nous retrouvons dans le travail de Khaled al-Khani un développement semblable aux œuvres de nombreux artistes du mouvement expressionnisme allemand de la Première Guerre mondiale, tel qu'Otto Dix.

## Biographie

### Jeunesse et études
Khaled Alkhani est né dans l'ancien quartier d'Albarodiah à Hama. À l'âge de 7 ans, il a perdu son père, un ophtalmologiste tué sauvagement pendant le massacre de Hama sous la présidence de Hafez el-Assad en février 1982. Enfant, sa mère remarque sa passion pour le dessin et les couleurs, et elle l'encourage à continuer. À l'adolescence, il a commencé à fréquenter l'atelier de Sohail Alahdab où il a appris les différentes techniques picturale et la sculpture en argile. Après avoir eu son baccalauréat, il a déménagé à Damas, pour faire ses études à l'école des Beaux-Arts. Aussitôt, il réussit à vendre ses tableaux pour subvenir à ses besoins d’étudiant. En 1998, il obtient son diplôme en option peinture, et en 2000 il termine son master.

### Son travail à Damas
La galerie damascène Naseer Shura a accueilli les trois premières expositions individuelles de Khaled Alkhani, en 1999, 2000 et 2001. Le brun était la teinte dominante de ces collections marquées par l'effet de contre jour. L'ouverture au monde arabe a commencé par le Koweït, où il a fait une première exposition au Musée de Baytlothan en 2001, suivie par une deuxième l'an d'après à la Galerie Boushahri. Les expositions individuelles se succèdent à Dubaï, en Jordanie et au Liban. En parallèle des expositions individuelles, Khaled participe à de nombreuses expositions collectives dont celles organisées par Galerie Alsayed à Damas. Également, il prend part à plusieurs activités artistiques comme le symposium d'Ehden de Sculpture et de Peinture qui a lieu chaque été au Mont Liban. Il a été invité en 2011, à l'exposition de «Nord Art» à Düsseldorf en Allemagne. Les tableaux réalisés à la fin de 2010, ce démarquent des œuvres antérieures, les couleurs deviennent plus vives et moins nuancées, mais les sujets des tableaux gardent un côté narratif prononcé comme si le tableau est un moment figé d'un long roman.

### Son travail à Paris
Trois mois après le début du soulèvement populaire, Khaled al-Khani se retrouve contraint de fuir son pays. Il était recherché pour avoir pris part aux manifestations dans les faubourgs de Damas contre le président Bachar el-Assad et avoir publié une série d'articles dénonçant le massacre de 1982 à Hama longuement considéré comme un tabou dans l'histoire syrienne.
Il est arrivé à Paris en juin 2011, ou il a attendu une année avant de se relancer dans le travail. Horrifié par la violence qui propage son pays, il peignait des tableaux très violents montrant des figures déformés, des visages défigurés et la foule agité.
En 2012, il a exposé à La Cité Internationale des Arts à Paris. En février 2013, il a collaboré pour la deuxième fois avec la galerie Cheloudiakoff à Belfort.
En 2012, il a fait également plusieurs expositions dans le monde arabe dont "Non-stop Dancing" chez Galerie Orient à Amman.
En 2013, le musée Kunsthalle zu Kiel à Kiel en Allemagne, a invité Khaled al-Khani pour réaliser des peintures murales au sein du musée. Dans une grande salle, Khaled a peint dans un style expressionniste des scènes du quotidien en Syrie.
Au début de 2014, son exposition Portrait a été accueilli à la galerie Europia à Paris.
Les 25 et 26 mars 2017, il expose à Metz, Porte des Allemands, dans le cadre de « Parcours d'artistes ».